# Pierre van Moerbeke
Pierre van Moerbeke (* 1. Oktober 1944 in Löwen)  ist ein belgischer Mathematiker.
Van Moerbeke studierte Mathematik an der Katholischen Universität Löwen (UCL, Lizenziat 1966) und wurde 1972 an der Rockefeller University (wo er 1969 bis 1972 war) bei Henry McKean  promoviert. 1977 wurde er außerdem in Soziologie an der UCL promoviert. 1973/74 war er am Institute for Advanced Study. 1974 war er Associate Professor an der Stanford University, 1975 bis 1978 Professor an der Universität Paris-Süd und 1977/78 Gastprofessor an der University of California, Berkeley. Er war ab 1972 Professor an der UCL und außerdem ab 1979 (jeweils für das Frühjahrssemester) an der Brandeis University.
Van Moerbeke befasste sich mit Solitonenlösungen nichtlinearer Differentialgleichungen und integrablen Systemen, zum Beispiel mit dem periodischen Toda-Gitter (mit Mark Kac von der Rockefeller University) und der Hillschen Differentialgleichung (mit McKean), geodätischen Flüssen auf Gruppen und verschiedenen Kreiselproblemen. Dabei arbeitete er häufig mit Mark Adler (Brandeis University) zusammen. Sie untersuchten Verbindungen integrabler Systeme mit Liealgebren (und Kac-Moody-Algebren, unendlich dimensionalen Liealgebren) und algebraischer Geometrie. Dabei knüpfte van Moerbeke auch an klassische Arbeiten aus dem 19. Jahrhundert an (Carl Gustav Jacobi, Sofia Kowalewskaja, Paul Painlevé), in der die Theorie integrabler Systeme einen Höhepunkt hatte, bevor sie durch Entdeckung exakt integrabler Solitonenlösungen in den 1960er Jahren neu belebt wurde. Er vervollständigte auch mit Adler den Beweis der Kowalewskaja über die algebraisch integrablen Fälle der Kreiselbewegung und bettete diesen in eine allgemeine Theorie algebraisch integrabler Systeme von Differentialgleichungen im Komplexen ein. Außerdem untersuchte er Verbindungen integrabler Systeme zu Zufallsmatrizen, Zufallspermutationen und verschiedenen Problemen von Zufallspfaden.
1988 erhielt er den Francqui-Preis in Belgien. Er war Invited Speaker auf dem Internationalen Mathematikerkongress in Warschau 1983 (Algebraic complete integrability of Hamiltonian systems and Kac-Moody-Lie-algebras). Er ist ordentliches Mitglied der Académie royale des Sciences, des Lettres et des Beaux-Arts de Belgique.

## Schriften
- mit Mark Adler, Pol Vanhaecke: Algebraic Integrability, Painlevé Geometry and Lie Algebras (= Ergebnisse der Mathematik und ihrer Grenzgebiete. Folge 3, 47). Springer, Berlin u. a. 2004, ISBN 3-540-22470-X.
- als Herausgeber mit Ludwig Faddeev, Franklin Lambert: Bilinear integrable systems: from classical to quantum, continuous to discrete. (Proceedings of the NATO Advanced Research Workshop on Bilinear Integrable Systems: From Classical to Quantum, Continuous to Discrete, St. Petersburg, Russia, 15–19 September 2002) (= NATO Science Series. Series 2: Mathematics, Physics and Chemistry. 201). Springer, Dordrecht 2006, ISBN 1-4020-3502-0.